# (2130) Evdokia
(2130) Evdokia est un astéroïde de la ceinture principale.

## Description
(2130) Evdokia est un astéroïde de la ceinture principale. Il fut découvert le 22 août 1974 à Naoutchnyï par Lioudmila Jouravliova. Il présente une orbite caractérisée par un demi-grand axe de 2,25 UA, une excentricité de 0,19 et une inclinaison de 5,6° par rapport à l'écliptique.

## Nom
L'astéroïde a été nommé, par son découvreur Lioudmila Jouravliova, en l'honneur de sa mère Evdokia Efimovna Chtchelokova.

## Compléments